# Viking Glory
Il Viking Glory è un traghetto appartenente alla compagnia di navigazione Viking Line.

## Servizio
Varato il 26 gennaio 2021 nel cantiere navale Xiamen Shipbuilding Industrie Co di Xiamen con il nome di Viking Glory e consegnato il 23 dicembre 2021 alla Viking Line,  giunge per la prima volta a Turku il 6 febbraio 2022.
Il 1° marzo 2022 entra in servizio nei collegamenti tra Turku, Mariehamn, Långnäs e Stoccolma in coppia con il Viking Grace.
Il 3 agosto 2022, durante la navigazione verso Mariehamn, si è verificato un blackout a bordo del traghetto, bloccandolo per mezz'ora.
Dall'8 al 17 aprile 2024 viene sottoposto a lavori di manutenzione.

## Origine del nome
Nella primavera del 2019 è stato indetto un concorso per scegliere il nome del traghetto, nel quale il pubblico poteva suggerire un nome da dare. La Viking Line scelse quindi dieci finalisti tra i nomi suggeriti e venne data la possibilità di votare di nuovo. 
Il 27 maggio 2019 è stata annunciata la vincita del nome di Viking Glory.